# Agdz
Agdz (in berbero: Agdez, ⴰⴳⴷⴻⵣ; in arabo اݣدز‎?) è una città Marocco, nella provincia di Zagora, nella regione di Drâa-Tafilalet.
Agdz sorge alle pendici del Jebel Kissane sulle montagne dell'Atlante, sulle rive del fiume Draa.
Nei pressi di Agdz c'è l'antico ksar Tamnougalte.

## Galleria d'immagini

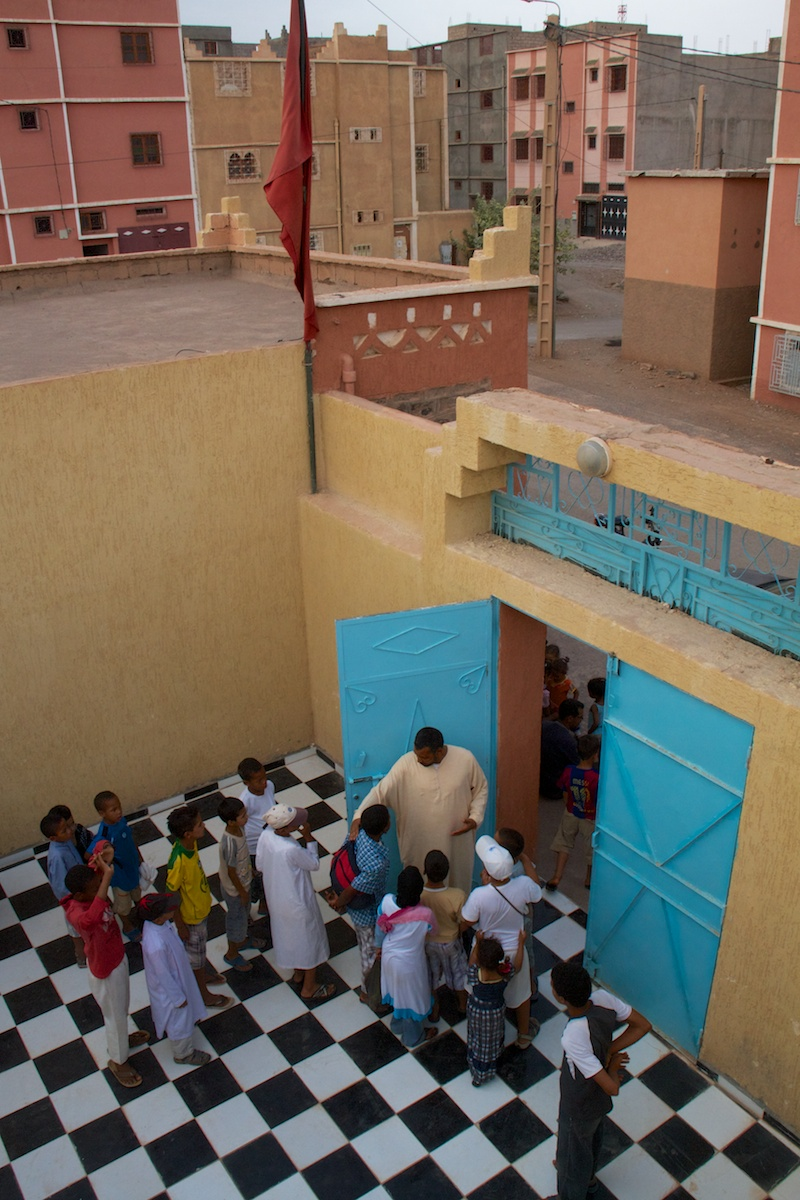
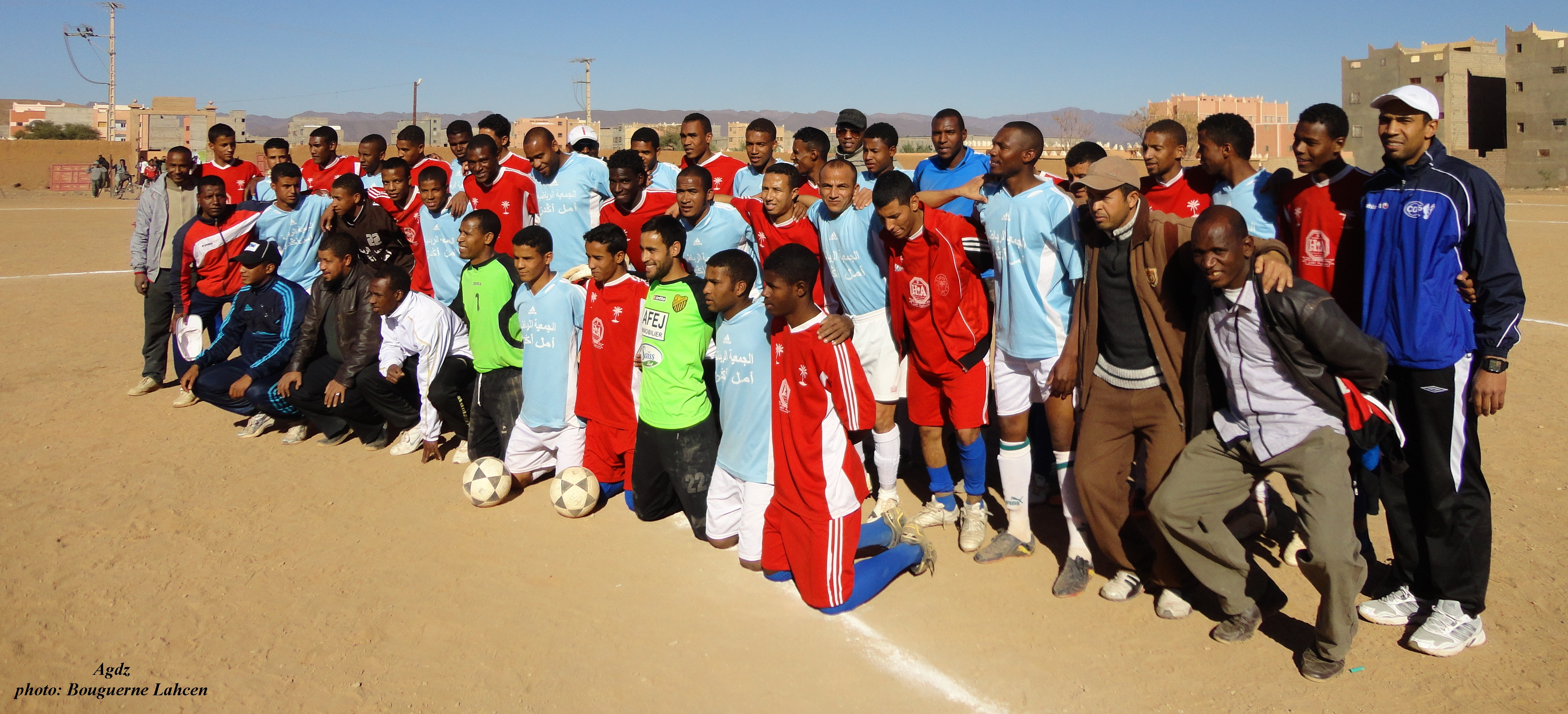
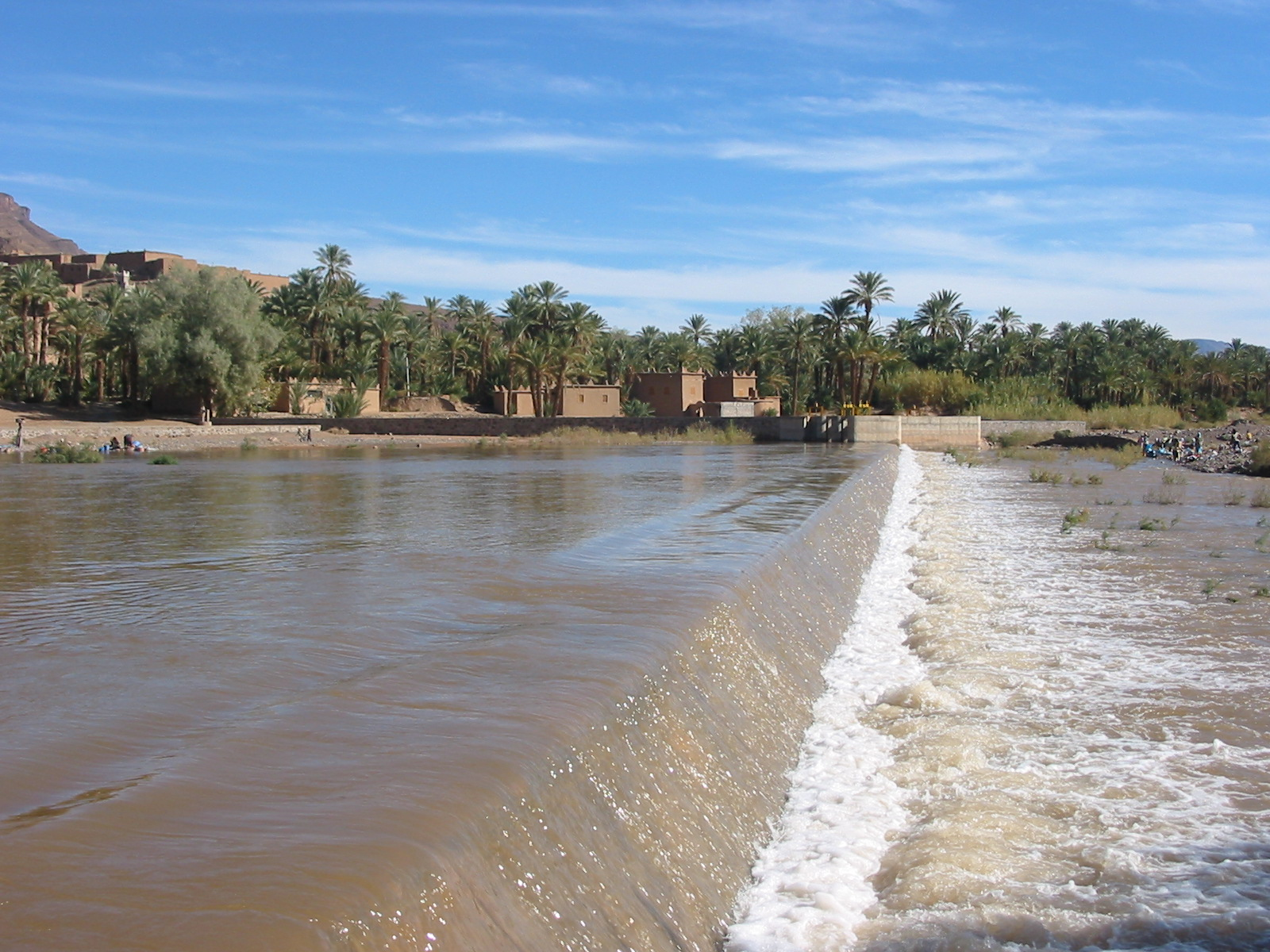
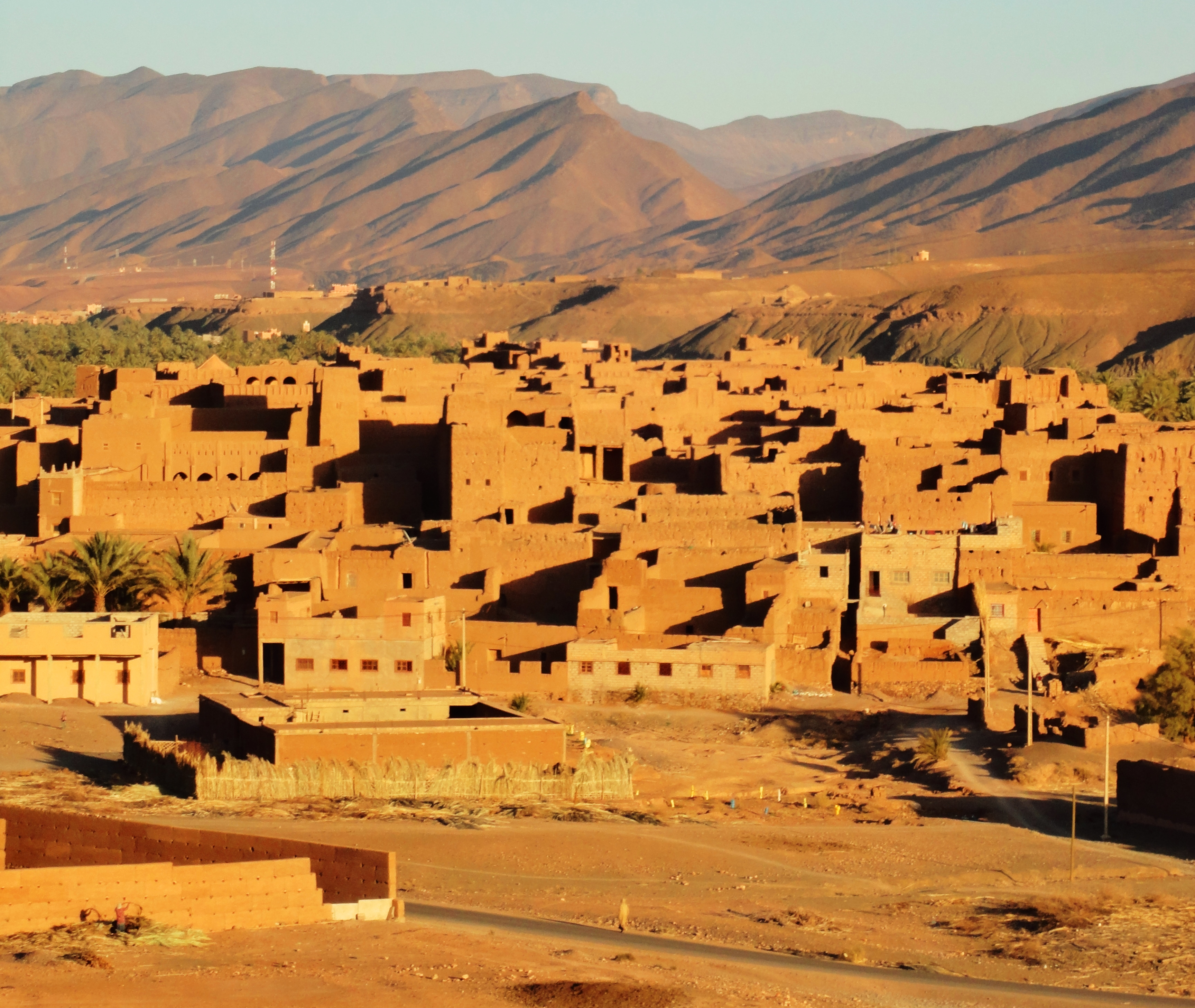
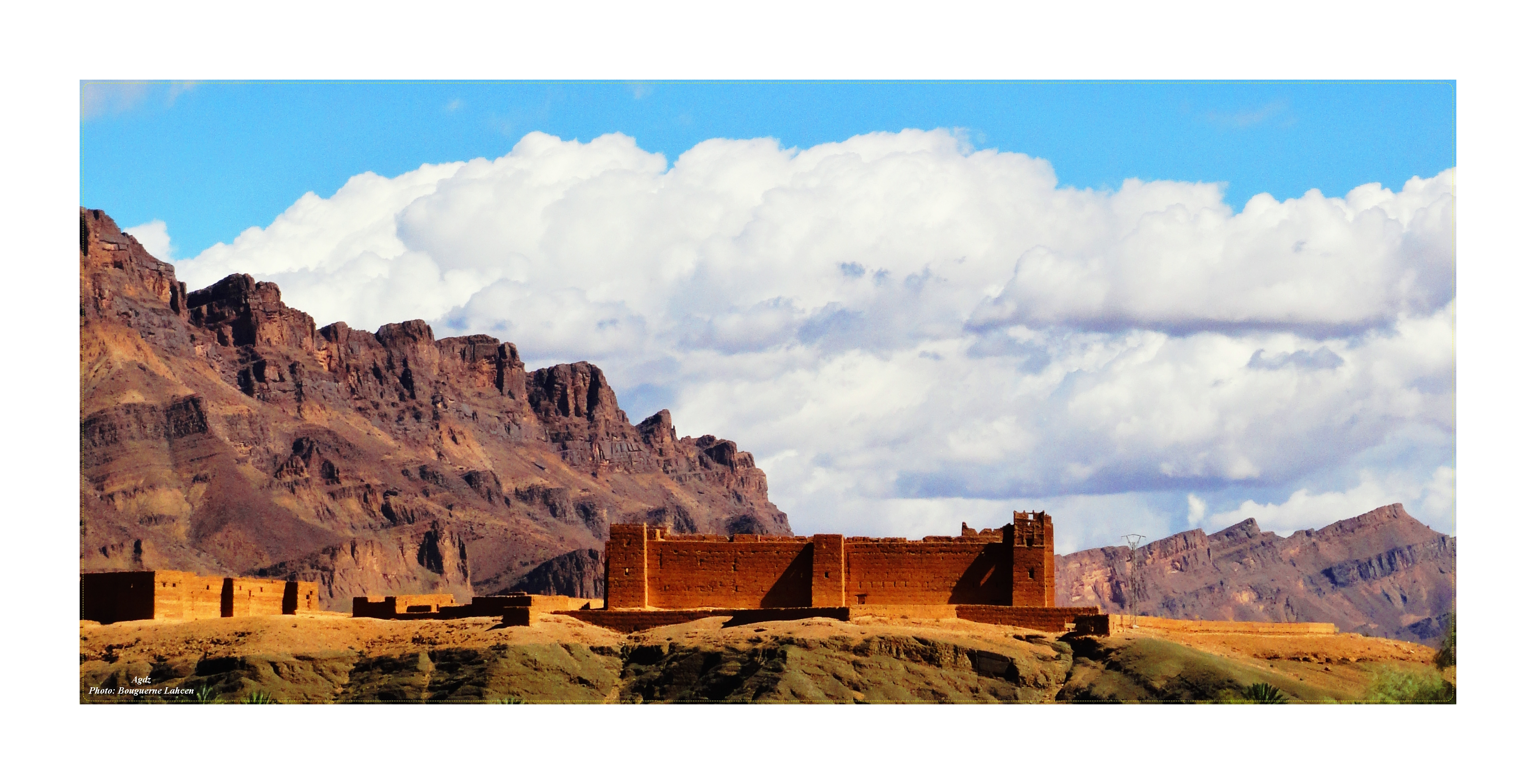
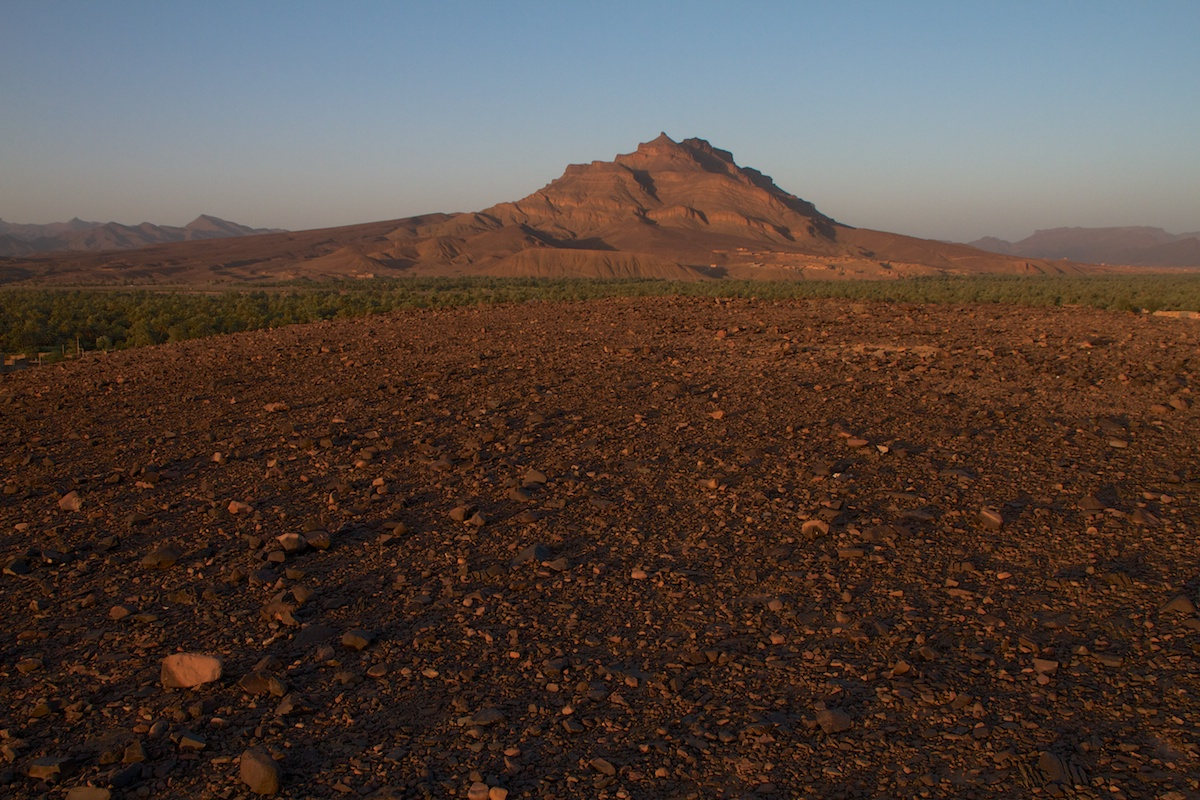
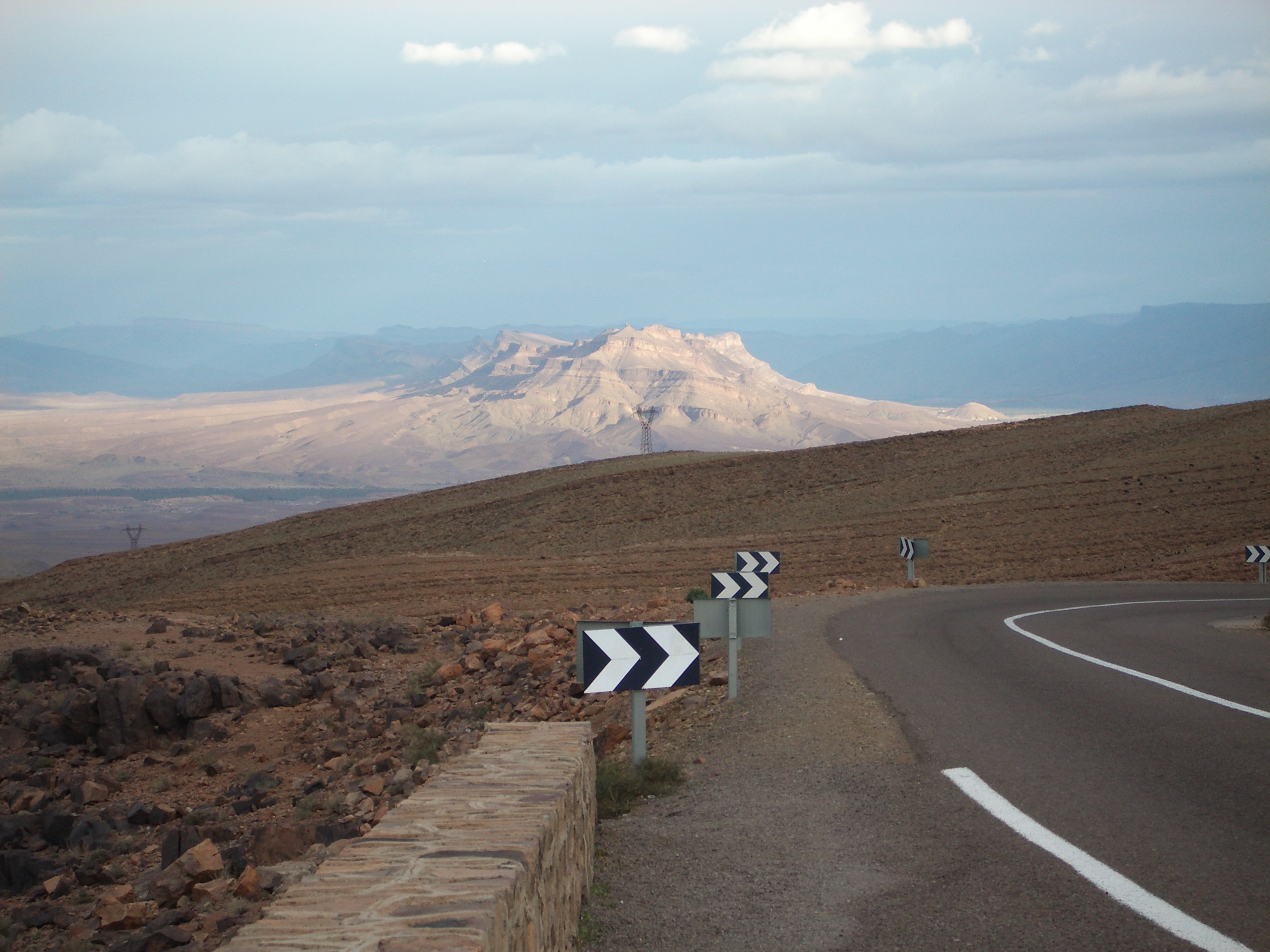
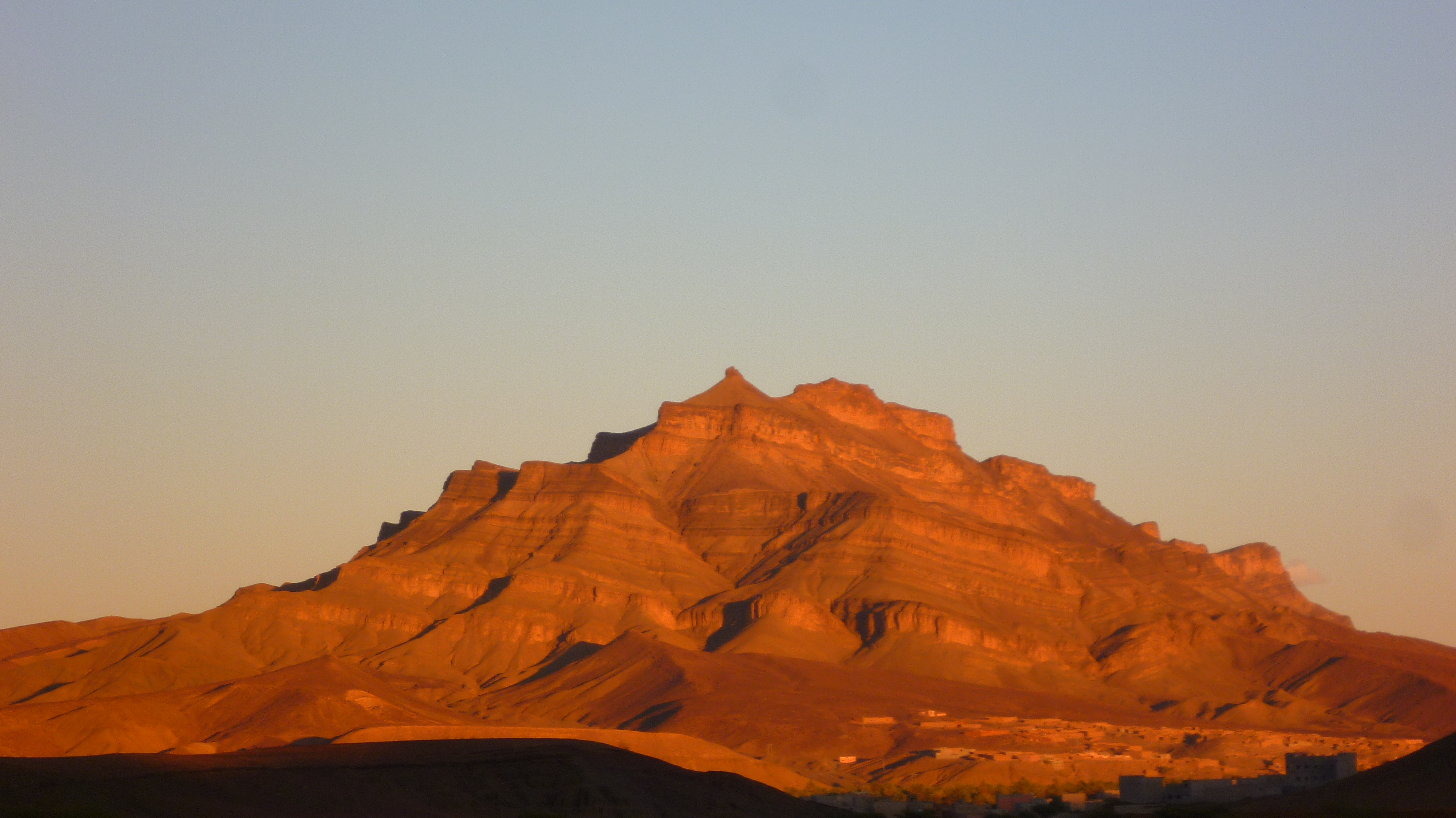